# Robert-Baldwin (circonscription provinciale)
Pour les articles homonymes, voir Robert Baldwin (homonymie) et Baldwin.
Circonscription électorale provinciale du Canada
Robert-Baldwin est une circonscription électorale provinciale située dans la région de Montréal (Québec). 
La circonscription est nommée en l'honneur de Robert Baldwin, homme politique réformiste dans le Canada-Uni et allié de Louis-Hippolyte La Fontaine.

## Historique
La circonscription de Robert-Baldwin a été créée en 1965 à partir de la partie ouest de la circonscription de Jacques-Cartier. Elle contenait alors les villes de Pointe-Claire, Dollard-des-Ormeaux et Pierrefonds et toutes celles situées plus à l'ouest sur l'île de Montréal, ainsi que l'île Bizard. Déjà lors de la refonte de 1972 elle subit un changement important alors qu'elle perd toute sa moitié sud, devenue la circonscription de Pointe-Claire. À cause de l'augmentation rapide de sa population, elle est de nouveau divisée en deux en 1980, sa moitié ouest étant transférée dans la nouvelle circonscription de Nelligan. Sa superficie est de nouveau réduite en 1985. Elle comprend alors les villes de Dollard-des-Ormeaux, Roxboro et l'est de Pierrefonds. Elle est légèrement agrandie en 1992, puis en 2011.

## Territoire et limites
La circonscription de Robert-Baldwin comprend la ville de Dollard-Des Ormeaux ainsi qu'une partie de l'arrondissement Pierrefonds-Roxboro de la ville de Montréal.

## Liste des députés
| Législature                                 | Années       | Député           | Député             | Parti       |
| ------------------------------------------- | ------------ | ---------------- | ------------------ | ----------- |
| Robert-Baldwin Créée depuis Jacques-Cartier |              |                  |                    |             |
| 28e                                         | 1966–1967    |                  | Arthur-Ewen Séguin | Indépendant |
| 28e                                         | 1967–1970    |                  | Arthur-Ewen Séguin | Libéral     |
| 29e                                         | 1970–1973    |                  | Arthur-Ewen Séguin | Libéral     |
| 30e                                         | 1973–1976    | Jean Cournoyer   |                    | Libéral     |
| 31e                                         | 1976–1981    | John O'Gallagher |                    | Libéral     |
| 32e                                         | 1981–1985    | John O'Gallagher |                    | Libéral     |
| 33e                                         | 1985–1989    | Pierre MacDonald |                    | Libéral     |
| 34e                                         | 1989–1994    | Sam Elkas        |                    | Libéral     |
| 35e                                         | 1994–1998    | Pierre Marsan    |                    | Libéral     |
| 36e                                         | 1998–2003    | Pierre Marsan    |                    | Libéral     |
| 37e                                         | 2003–2007    | Pierre Marsan    |                    | Libéral     |
| 38e                                         | 2007–2008    | Pierre Marsan    |                    | Libéral     |
| 39e                                         | 2008–2012    | Pierre Marsan    |                    | Libéral     |
| 40e                                         | 2012–2014    | Pierre Marsan    |                    | Libéral     |
| 41e                                         | 2014–2018    | Carlos J. Leitao |                    | Libéral     |
| 42e                                         | 2018–2022    | Carlos J. Leitao |                    | Libéral     |
| 43e                                         | 2022–présent | Brigitte Garceau |                    | Libéral     |

## Résultats électoraux
|                                                                                               | Nom               | Parti                    | Nombre de voix | %      | Maj.   |
| --------------------------------------------------------------------------------------------- | ----------------- | ------------------------ | -------------- | ------ | ------ |
|                                                                                               | Brigitte Garceau  | Libéral                  | 17 228         | 57,8 % | 12 449 |
|                                                                                               | Axel Lellouche    | Conservateur             | 4 779          | 16 %   | -      |
|                                                                                               | Maïté Beaudoin    | Coalition avenir         | 2 909          | 9,8 %  | -      |
|                                                                                               | Marieve Ruel      | Québec solidaire         | 1 498          | 5 %    | -      |
|                                                                                               | Jonathan Gray     | Parti canadien du Québec | 1 231          | 4,1 %  | -      |
|                                                                                               | Qaiser Choudhry   | Bloc Montréal            | 792            | 2,7 %  | -      |
|                                                                                               | Alix Martel       | Parti québécois          | 776            | 2,6 %  | -      |
|                                                                                               | David MacFarquhar | Vert                     | 614            | 2,1 %  | -      |
| Total                                                                                         | Total             | Total                    | 29 827         | 100 %  |        |
| Le taux de participation lors de l'élection était de 55,8 % et 257 bulletins ont été rejetés. |                   |                          |                |        |        |

|                                                                                               | Nom                        | Parti            | Nombre de voix | %      | Maj.   |
| --------------------------------------------------------------------------------------------- | -------------------------- | ---------------- | -------------- | ------ | ------ |
|                                                                                               | Carlos J. Leitão (sortant) | Libéral          | 22 426         | 73,9 % | 18 988 |
|                                                                                               | Laura Azéroual             | Coalition avenir | 3 438          | 11,3 % | -      |
|                                                                                               | Zachary Williams           | Québec solidaire | 1 317          | 4,3 %  | -      |
|                                                                                               | Marie-Imalta Pierre-Lys    | Parti québécois  | 994            | 3,3 %  | -      |
|                                                                                               | Michael-Louis Coppa        | Conservateur     | 921            | 3 %    | -      |
|                                                                                               | Catherine Richardson       | Vert             | 781            | 2,6 %  | -      |
|                                                                                               | Luca Brown                 | NPD Québec       | 488            | 1,6 %  | -      |
| Total                                                                                         | Total                      | Total            | 30 365         | 100 %  |        |
| Le taux de participation lors de l'élection était de 55,6 % et 257 bulletins ont été rejetés. |                            |                  |                |        |        |

|                                                                                             | Nom                       | Parti            | Nombre de voix | %      | Maj.   |
| ------------------------------------------------------------------------------------------- | ------------------------- | ---------------- | -------------- | ------ | ------ |
|                                                                                             | Carlos J. Leitão          | Libéral          | 36 763         | 87,3 % | 34 602 |
|                                                                                             | Jamie Allen               | Coalition avenir | 2 161          | 5,1 %  | -      |
|                                                                                             | Michaël Comtois-Lussier   | Parti québécois  | 1 557          | 3,7 %  | -      |
|                                                                                             | Ali Faour                 | Québec solidaire | 794            | 1,9 %  | -      |
|                                                                                             | Mathieu Mireault          | Vert             | 607            | 1,4 %  | -      |
|                                                                                             | Patricia Popert           | Conservateur     | 146            | 0,3 %  | -      |
|                                                                                             | Viviane Martinova-Croteau | Option nationale | 96             | 0,2 %  | -      |
| Total                                                                                       | Total                     | Total            | 42 124         | 100 %  |        |
| Le taux de participation lors de l'élection était de 77 % et 203 bulletins ont été rejetés. |                           |                  |                |        |        |

|                                                                                               | Nom                     | Parti            | Nombre de voix | %      | Maj.   |
| --------------------------------------------------------------------------------------------- | ----------------------- | ---------------- | -------------- | ------ | ------ |
|                                                                                               | Pierre Marsan (sortant) | Libéral          | 27 904         | 75,2 % | 23 087 |
|                                                                                               | Toni Rinow              | Coalition avenir | 4 817          | 13 %   | -      |
|                                                                                               | Alexandre Pagé-Chassé   | Parti québécois  | 1 978          | 5,3 %  | -      |
|                                                                                               | Sarah Landry            | Québec solidaire | 1 083          | 2,9 %  | -      |
|                                                                                               | Mathieu Mireault        | Vert             | 988            | 2,7 %  | -      |
|                                                                                               | Sophie Turcot           | Option nationale | 194            | 0,5 %  | -      |
|                                                                                               | Fredrick-Anthony Ghali  | Union citoyenne  | 138            | 0,4 %  | -      |
| Total                                                                                         | Total                   | Total            | 37 102         | 100 %  |        |
| Le taux de participation lors de l'élection était de 69,1 % et 231 bulletins ont été rejetés. |                         |                  |                |        |        |